# Alibegovići
Alibegovići är en ort i Bosnien och Hercegovina.   Den ligger i entiteten Federationen Bosnien och Hercegovina, i den centrala delen av landet, 80 kilometer väster om huvudstaden Sarajevo. Alibegovići ligger 659 meter över havet och antalet invånare är 474.
Terrängen runt Alibegovići är kuperad. Närmaste större samhälle är Bugojno, 2,9 kilometer öster om Alibegovići. 
Omgivningarna runt Alibegovići är en mosaik av jordbruksmark och naturlig växtlighet. Runt Alibegovići är det ganska tätbefolkat, med 93 invånare per kvadratkilometer.